# Président des Cortes de Castille-La Manche
Le président des Cortes de Castille-La Manche est le député chargé d'occuper la présidence des Cortes de Castille-La Manche. Après le président de la Junte des communautés de Castille-La Manche, il est la deuxième autorité de la communauté autonome.
Le titulaire de ce poste est, depuis le 19 juin 2019, le socialiste Pablo Bellido.

## Élection
Il est élu lors de la première séance qui suit la tenue des élections aux Cortes (sesión constitutiva), ou lors de la première séance plénière (pleno) qui suit la démission du titulaire.
La majorité absolue des députés élus est requise lors du premier tour. En cas d'échec, un second tour est organisé immédiatement après la proclamation des résultats par le président de séance, où la majorité simple est cette fois suffisante, entre les deux candidats en tête. Si les deux candidats arrivent à égalité, un nouveau vote intervient pour les départager. Si aucun candidat n'est élu au bout d'un troisième vote, le candidat proposé par le parti le plus voté lors des élections est désigné président. Chaque député est libre d'écrire le nom qu'il souhaite sur son bulletin de vote, même si ceux du groupe majoritaire votent toujours pour un candidat préalablement désigné par leur parti.
Son mandat prend fin en cas de décès, démission, perte de la qualité de député, ou à la suite de la dissolution des Cortes, prélude à la tenue de nouvelles élections.

## Fonctions
Il préside les séances plénières, dont il assure l'ouverture, la clôture et la fixation de l'ordre du jour en collaboration avec la conférence des porte-parole. Il préside également les réunions de la conférence des porte-parole et de la députation permanente.
Chargé de diriger les débats et d'en contrôler le bon ordre, lui seul peut donner la parole et la retirer. Il a la faculté de rappeler un député ou l'ensemble de l'assemblée à l'ordre, d'expulser immédiatement, pour une ou deux séances, tout député qui a été rappelé trois fois à l'ordre, qui n'a pas quitté la salle des séances après le prononcé d'expulsion, ou qui a produit un désordre grave du fait de sa conduite.
Il s'assure de la bonne application du règlement, de son interprétation après validation par la conférence des porte-parole, et de la bonne marche des travaux parlementaires.
Après consultation avec les porte-parole des groupes parlementaires, il est chargé de proposer le nom d'un candidat à l'investiture comme président de la Junte des communautés de Castille-La Manche, dans le délai de 15 jours à compter de la constitution des Cortes, de la démission du titulaire ou du rejet de l'investiture au candidat proposé.
En cas de vacance, d'absence ou d'impossibilité, il est remplacé par un vice-président, selon l'ordre d'élection.

## Titulaires
| Législature | Titulaire               | Parti              | Parti | Élection           | Date de début  | Date de fin    |
| ----------- | ----------------------- | ------------------ | ----- | ------------------ | -------------- | -------------- |
| Ire         | Javier de Irízar        |                    | PSOE  | 1er tour : 23 voix | 31 mai 1983    | 2 juillet 1987 |
| IIe         | José Martínez Cenzano   |                    | PSOE  | 1er tour : 25 voix | 2 juillet 1987 | 18 juin 1991   |
| IIIe        | José María Barreda      |                    | PSOE  | 1er tour : 27 voix | 18 juin 1991   | 21 juin 1995   |
| IVe         | José María Barreda      | 1er tour : 24 voix | PSOE  | 21 juin 1995       | 8 juillet 1997 |                |
| IVe         | María Blázquez          |                    | PSOE  | 1er tour : 25 voix | 8 juillet 1997 | 7 juillet 1999 |
| Ve          | Antonio Marco Martínez  |                    | PSOE  | 1er tour : 26 voix | 7 juillet 1999 | 17 juin 2003   |
| VIe         | Fernando López Carrasco |                    | PSOE  | 1er tour : 29 voix | 17 juin 2003   | 19 juin 2007   |
| VIIe        | Francisco Pardo         |                    | PSOE  | 1er tour : 25 voix | 19 juin 2007   | 16 juin 2011   |
| VIIIe       | Vicente Tirado          |                    | PP    | 1er tour : 25 voix | 16 juin 2011   | 18 juin 2015   |
| IXe         | Jesús Fernández         |                    | PSOE  | 1er tour : 17 voix | 18 juin 2015   | 19 juin 2019   |
| Xe          | Pablo Bellido           |                    | PSOE  | 1er tour : 23 voix | 19 juin 2019   | 22 juin 2023   |
| XIe         | Pablo Bellido           | 1er tour : 17 voix | PSOE  | 22 juin 2023       |                |                |